# Coppa Italia di Serie B 2009-2010 (calcio a 5)
La dodicesima edizione della Coppa Italia di Serie B si è svolta tra il 29 settembre 2009 e il 2 aprile 2010.
Le 79 società iscritte al campionato di serie B sono state divise secondo il criterio di viciniorità in 15 triangolari e 17 accoppiamenti. Le società coinvolte nei triangolari si affrontano reciprocamente tra loro in un unico incontro e si qualifica al turno successivo la squadra prima classificata. Negli accoppiamenti le società si affrontano in incontri a eliminazione diretta articolate in andata e ritorno, al termine delle quali si qualifica al turno successivo la squadra vincente il doppio confronto. I sedicesimi e gli ottavi di finale sono articolati allo stesso modo degli accoppiamenti. La fase finale è articolata come final eight giocata in una sede unica. In questa fase il meccanismo di passaggio del turno prevede incontri a eliminazione diretta al termine dei quali, qualora sussistesse la condizione di parità, si disputeranno due tempi supplementari, ed eventualmente i tiri di rigore per determinare la vincitrice.

## Prima fase

### Triangolari

#### 1ª giornata
29 settembre 2009
- Sporting Rosta - Bra 1-5
- Forlì - Rimini 8-0
- Prato - L'Oasi 6-5
- Tirrenia - Poggibonsese 0-3
- Carrè Chiuppano - Povoli Team 0-13
- Numana Cameranese - Palextra Fano 3-6
- CUS Ancona - Tre Colli 11-0
- Virtus Montecastelli - Virtus Gualdo 5-3
- Raiano - Atletico Teramo 3-4
- Loreto Aprutino - Adriatica Pescara 2-0
- Polaris - Alphaturris 3-5
- Rocca Massima Latina - Palestrina 2-4
- RMA Bagnolese - ISEF 2-3
- Real Molfetta - Olimpiadi 4-5
- Potenza - Pellegrino Sport 6-1

#### 2ª giornata[3]
6 ottobre 2009
- Torino Cesana - Sporting Rosta 7-2
- Rimini - Reggiana 2-5
- L'Oasi - Isolotto 3-5
- Coop. Atlante - Tirrenia 3-2
- Petrarca - Carrè Chiuppano 2-4
- Pesaro - Numana Cameranese 6-1
- Tre Colli - Miracolo Piceno 2-5
- Virtus Gualdo - Terni 2-11
- Scarabeo Venafro - Raiano 2-2
- Adriatica Pescara - Sporting Ortona 2-2
- L'Acquedotto - Polaris 8-9
- Civis Colleferro - Rocca Massima Latina 8-0
- Mecobil Pese - RMA Bagnolese 3-2
- Atletico Giovinazzo - Real Molfetta 5-4
- Pellegrino Sport - Atletico Ruvo 6-3

#### 3ª giornata[4]
13 ottobre 2009
- Bra - Torino Cesana 4-9
- Reggiana - Forlì 5-6
- Isolotto - Prato 6-3
- Poggibonsese - Coop. Atlante 3-0
- Povoli Team - Petrarca 15-0
- Palextra Fano - Five Pesaro 3-3
- Miracolo Piceno - CUS Ancona 2-7
- Terni - Virtus Montecastelli 2-3
- Atletico Teramo - Scarabeo Venafro 4-0
- Sporting Ortona - Loreto Aprutino 1-2
- Alphaturris - L'Acquedotto 2-2
- Palestrina - Civis Colleferro 4-2
- ISEF - Mecobil Pese 3-2
- Olimpiadi - Atletico Giovinazzo 5-3
- Atletico Ruvo - Potenza 7-1

### Classifica

#### Triangolare 2
|  | Squadra        | P.ti | V | P | S | GF | GS | DR  |
|  | -------------- | ---- | - | - | - | -- | -- | --- |
|  | Torino Cesana  | 6    | 2 | 0 | 0 | 16 | 6  | +10 |
|  | Bra            | 3    | 1 | 0 | 1 | 9  | 10 | -1  |
|  | Sporting Rosta | 0    | 0 | 0 | 2 | 3  | 12 | -9  |
|  |                |      |   |   |   |    |    |     |

#### Triangolare 7
|  | Squadra  | P.ti | V | P | S | GF | GS | DR |
|  | -------- | ---- | - | - | - | -- | -- | -- |
|  | Isolotto | 6    | 2 | 0 | 0 | 11 | 6  | +5 |
|  | Prato    | 3    | 1 | 0 | 1 | 9  | 11 | -2 |
|  | L'Oasi   | 0    | 0 | 0 | 2 | 11 | 8  | -3 |
|  |          |      |   |   |   |    |    |    |

#### Triangolare 11
|  | Squadra         | P.ti | V | P | S | GF | GS | DR  |
|  | --------------- | ---- | - | - | - | -- | -- | --- |
|  | Povoli Team     | 6    | 2 | 0 | 0 | 28 | 0  | +28 |
|  | Carrè Chiuppano | 3    | 1 | 0 | 1 | 4  | 15 | -11 |
|  | Petrarca        | 0    | 0 | 0 | 2 | 2  | 19 | -17 |
|  |                 |      |   |   |   |    |    |     |

#### Triangolare 13
|  | Squadra         | P.ti | V | P | S | GF | GS | DR  |
|  | --------------- | ---- | - | - | - | -- | -- | --- |
|  | CUS Ancona      | 6    | 2 | 0 | 0 | 18 | 2  | +16 |
|  | Miracolo Piceno | 3    | 1 | 0 | 1 | 7  | 9  | -2  |
|  | Tre Colli       | 0    | 0 | 0 | 2 | 2  | 16 | -14 |
|  |                 |      |   |   |   |    |    |     |

#### Triangolare 15
|  | Squadra         | P.ti | V | P | S | GF | GS | DR |
|  | --------------- | ---- | - | - | - | -- | -- | -- |
|  | Atletico Teramo | 6    | 2 | 0 | 0 | 8  | 3  | +5 |
|  | Raiano          | 1    | 0 | 1 | 1 | 5  | 6  | -1 |
|  | Venafro         | 1    | 0 | 1 | 1 | 2  | 6  | -4 |
|  |                 |      |   |   |   |    |    |    |

#### Triangolare 19
|  | Squadra      | P.ti | V | P | S | GF | GS | DR |
|  | ------------ | ---- | - | - | - | -- | -- | -- |
|  | Alphaturris  | 4    | 1 | 1 | 0 | 7  | 5  | +2 |
|  | Polaris      | 3    | 1 | 0 | 1 | 12 | 13 | -1 |
|  | L'Acquedotto | 1    | 0 | 1 | 1 | 10 | 11 | -1 |
|  |              |      |   |   |   |    |    |    |

#### Triangolare 24
|  | Squadra               | P.ti | V | P | S | GF | GS | DR |
|  | --------------------- | ---- | - | - | - | -- | -- | -- |
|  | ISEF Poggiomarino     | 6    | 2 | 0 | 0 | 6  | 4  | +2 |
|  | Mecobil San Vitaliano | 3    | 1 | 0 | 1 | 5  | 5  | 0  |
|  | Bagnolese             | 0    | 0 | 0 | 2 | 4  | 6  | -2 |
|  |                       |      |   |   |   |    |    |    |

#### Triangolare 28
|  | Squadra                   | P.ti | V | P | S | GF | GS | DR |
|  | ------------------------- | ---- | - | - | - | -- | -- | -- |
|  | Atletico Ruvo             | 3    | 1 | 0 | 1 | 10 | 7  | +3 |
|  | Potenza                   | 3    | 1 | 0 | 1 | 7  | 8  | -1 |
|  | Pellegrino Sport Altamura | 3    | 1 | 0 | 1 | 7  | 9  | -2 |
|  |                           |      |   |   |   |    |    |    |

#### Triangolare 6
|  | Squadra  | P.ti | V | P | S | GF | GS | DR  |
|  | -------- | ---- | - | - | - | -- | -- | --- |
|  | Forlì    | 6    | 2 | 0 | 0 | 14 | 5  | +9  |
|  | Reggiana | 3    | 1 | 0 | 1 | 10 | 8  | +2  |
|  | Rimini   | 0    | 0 | 0 | 2 | 2  | 13 | -11 |
|  |          |      |   |   |   |    |    |     |

#### Triangolare 8
|  | Squadra          | P.ti | V | P | S | GF | GS | DR |
|  | ---------------- | ---- | - | - | - | -- | -- | -- |
|  | Poggibonsese     | 6    | 2 | 0 | 0 | 6  | 0  | +6 |
|  | Atlante Grosseto | 3    | 1 | 0 | 1 | 3  | 5  | -2 |
|  | Tirrenia         | 0    | 0 | 0 | 2 | 2  | 6  | -4 |
|  |                  |      |   |   |   |    |    |    |

#### Triangolare 12
|  | Squadra           | P.ti | V | P | S | GF | GS | DR |
|  | ----------------- | ---- | - | - | - | -- | -- | -- |
|  | Italservice       | 4    | 1 | 1 | 0 | 9  | 4  | +5 |
|  | Palextra Fano     | 4    | 1 | 1 | 0 | 9  | 6  | +3 |
|  | Numana-Cameranese | 0    | 0 | 0 | 2 | 4  | 12 | -8 |
|  |                   |      |   |   |   |    |    |    |

#### Triangolare 14
|  | Squadra       | P.ti | V | P | S | GF | GS | DR  |
|  | ------------- | ---- | - | - | - | -- | -- | --- |
|  | Montecastelli | 6    | 2 | 0 | 0 | 8  | 5  | +3  |
|  | CLT Terni     | 3    | 1 | 0 | 1 | 13 | 5  | +8  |
|  | Virtus Gualdo | 0    | 0 | 0 | 2 | 5  | 16 | -11 |
|  |               |      |   |   |   |    |    |     |

#### Triangolare 16
|  | Squadra           | P.ti | V | P | S | GF | GS | DR |
|  | ----------------- | ---- | - | - | - | -- | -- | -- |
|  | Loreto Aprutino   | 6    | 2 | 0 | 0 | 4  | 1  | +3 |
|  | Sporting Ortona   | 1    | 0 | 1 | 1 | 3  | 4  | -1 |
|  | Adriatica Pescara | 1    | 0 | 1 | 1 | 2  | 4  | -2 |
|  |                   |      |   |   |   |    |    |    |

#### Triangolare 21
|  | Squadra          | P.ti | V | P | S | GF | GS | DR  |
|  | ---------------- | ---- | - | - | - | -- | -- | --- |
|  | Palestrina       | 6    | 2 | 0 | 0 | 8  | 4  | +4  |
|  | Civis Colleferro | 3    | 1 | 0 | 1 | 10 | 4  | +6  |
|  | Latina           | 0    | 0 | 0 | 2 | 2  | 12 | -10 |
|  |                  |      |   |   |   |    |    |     |

#### Triangolare 26
|  | Squadra             | P.ti | V | P | S | GF | GS | DR |
|  | ------------------- | ---- | - | - | - | -- | -- | -- |
|  | Olimpiadi           | 6    | 2 | 0 | 0 | 10 | 7  | +3 |
|  | Atletico Giovinazzo | 3    | 1 | 0 | 1 | 8  | 9  | -1 |
|  | Real Molfetta       | 0    | 0 | 0 | 2 | 8  | 10 | -2 |
|  |                     |      |   |   |   |    |    |    |

### Accoppiamenti
| Squadra 1        | Totale  | Squadra 2             | Andata | Ritorno     |
| ---------------- | ------- | --------------------- | ------ | ----------- |
| Aosta            | 4 - 2   | Aymavilles            | 0 - 1  | 4 - 1 (dts) |
| Domus Bresso     | 5 - 4   | Real Cornaredo        | 2 - 2  | 3 - 2       |
| Bergamo          | 10 - 5  | Bergamo Calcetto      | 6 - 3  | 4 - 2       |
| ACSI Aurora      | 1 - 9   | Toniolo Milano        | 0 - 4  | 1 - 5       |
| Grado 2006       | 4 - 9   | Adriatica Monfalcone  | 3 - 6  | 1 - 3       |
| Villorba         | 2 - 7   | Carmenta              | 2 - 5  | 0 - 2       |
| Teleco Cagliari  | 9 - 5   | Elmas                 | 3 - 2  | 6 - 3 (dts) |
| Pro Capoterra    | 7 - 3   | ZIR Nuoro             | 3 - 2  | 4 - 1       |
| Real Rieti       | 4 - 5   | Salaria Sport Village | 3 - 2  | 1 - 3       |
| Cogianco         | 5 - 2   | Albano                | 2 - 1  | 3 - 1       |
| Azzurra Paganese | 7 - 12  | Scafati-Santa Maria   | 3 - 7  | 4 - 5       |
| Barletta         | 12 - 10 | Manfredonia           | 4 - 5  | 8 - 5       |
| Monopoli         | 12 - 4  | Sporting Modugno      | 6 - 1  | 6 - 3       |
| Real Toco        | 5 - 19  | Polignano             | 4 - 7  | 1 - 12      |
| Biancazzurro     | 12 - 10 | Martina               | 6 - 4  | 6 - 6       |
| Team Matera      | 8 - 6   | Mathera               | 2 - 1  | 6 - 5 (dts) |
| Siracusa         | 3 - 16  | Acireale              | 2 - 3  | 1 - 13      |

## Sedicesimi di finale
Gli incontri di andata si sono svolti il 20 ottobre 2009, quelli di ritorno il 3 novembre a campi invertiti.
| Squadra 1         | Totale | Squadra 2             | Andata | Ritorno     |
| ----------------- | ------ | --------------------- | ------ | ----------- |
| Aosta             | 5 - 1  | Torino Cesana         | 3 - 0  | 2 - 1       |
| Domus Bresso      | 7 - 9  | Bergamo               | 3 - 2  | 4 - 7 (dts) |
| Forlì             | 3 - 8  | Toniolo Milano        | 3 - 3  | 0 - 5       |
| Isolotto          | 1 - 4  | Poggibonsese          | 0 - 2  | 1 - 2       |
| Carmenta          | 8 - 4  | Adriatica Monfalcone  | 2 - 2  | 6 - 2       |
| Italservice       | 6 - 10 | Povoli Team           | 0 - 5  | 6 - 5       |
| Montecastelli     | 10 - 6 | CUS Ancona            | 8 - 2  | 2 - 4       |
| Loreto Aprutino   | 8 - 4  | Atletico Teramo       | 2 - 2  | 6 - 2       |
| Pro Capoterra     | 8 - 2  | Teleco Cagliari       | 2 - 2  | 6 - 0       |
| Alphaturris       | 4 - 7  | Salaria Sport Village | 3 - 4  | 1 - 3       |
| Palestrina        | 3 - 4  | Cogianco              | 2 - 1  | 1 - 3       |
| ISEF Poggiomarino | 7 - 5  | Scafati-Santa Maria   | 3 - 2  | 4 - 3       |
| Barletta          | 8 - 9  | Olimpiadi             | 5 - 3  | 3 - 6       |
| Atletico Ruvo     | 5 - 8  | Monopoli              | 2 - 5  | 3 - 3       |
| Polignano         | 3 - 12 | Biancazzurro          | 1 - 7  | 2 - 5       |
| Acireale          | 15 - 5 | Team Matera           | 10 - 4 | 5 - 1       |

## Ottavi di finale
Gli incontri di andata si sono disputati il 17 novembre 2009, quelli di ritorno il 1º dicembre a campi invertiti.
| Squadra 1             | Totale | Squadra 2         | Andata | Ritorno         |
| --------------------- | ------ | ----------------- | ------ | --------------- |
| Bergamo               | 2 - 5  | Aosta             | 1 - 4  | 1 - 1           |
| Toniolo Milano        | 7 - 13 | Poggibonsese      | 4 - 5  | 3 - 8           |
| Povoli Team           | 10 - 2 | Carmenta          | 6 - 1  | 4 - 1           |
| Loreto Aprutino       | 6 - 11 | Montecastelli     | 3 - 5  | 3 - 6           |
| Salaria Sport Village | 26 - 3 | Pro Capoterra     | 14 - 2 | 12 - 1          |
| Cogianco              | 6 - 6  | ISEF Poggiomarino | 4 - 4  | 2 - 2 (6-5 dcr) |
| Monopoli              | 9 - 10 | Olimpiadi         | 6 - 2  | 3 - 8           |
| Acireale              | 8 - 5  | Biancazzurro      | 5 - 1  | 3 - 4           |

## Final eight
La fase finale si è svolta dal 31 marzo al 2 aprile 2010 al PalaCesaroni di Genzano. Il sorteggio non prevedeva teste di serie, pertanto le otto finaliste sono state inserite in un'unica urna. In seguito all'esclusione e alla radiazione dalle competizioni FIGC del Povoli Team, la formazione di Riva del Garda è stata sostituita dal Futsal Carmenta, eliminato proprio dai trentini negli ottavi di finale.

### Tabellone
|  | Quarti di finale      | Quarti di finale      | Quarti di finale |          |                       | Semifinali            | Semifinali | Semifinali |  |  | Finale | Finale | Finale |  |
|  |                       |                       |                  |          |                       |                       |            |            |  |  |        |        |        |  |
|  | Poggibonsese          | Poggibonsese          | 3                |          |                       |                       |            |            |  |  |        |        |        |  |
|  | Poggibonsese          | Poggibonsese          | 3                |          |                       |                       |            |            |  |  |        |        |        |  |
|  | Montecastelli         | Montecastelli         | 1                |          |                       |                       |            |            |  |  |        |        |        |  |
|  | Montecastelli         | Montecastelli         | 1                |          | Poggibonsese          | Poggibonsese          | 4          |            |  |  |        |        |        |  |
|  |                       |                       |                  |          | Poggibonsese          | Poggibonsese          | 4          |            |  |  |        |        |        |  |
|  |                       |                       | Aosta            | Aosta    | 1                     |                       |            |            |  |  |        |        |        |  |
|  | Aosta                 | Aosta                 | Aosta            | Aosta    | 1                     | 4                     |            |            |  |  |        |        |        |  |
|  | Aosta                 | Aosta                 |                  |          |                       |                       |            |            |  |  |        |        |        |  |
|  | Acireale              | Acireale              | 3                |          |                       |                       |            |            |  |  |        |        |        |  |
|  | Acireale              | Acireale              | 3                |          | Poggibonsese          | Poggibonsese          | 3          |            |  |  |        |        |        |  |
|  |                       |                       |                  |          |                       |                       |            |            |  |  |        |        |        |  |
|  |                       |                       | Cogianco         | Cogianco | 5                     |                       |            |            |  |  |        |        |        |  |
|  | Salaria Sport Village | Salaria Sport Village | Cogianco         | Cogianco | 5                     | 7                     |            |            |  |  |        |        |        |  |
|  | Salaria Sport Village | Salaria Sport Village |                  |          |                       |                       |            |            |  |  |        |        |        |  |
|  | Olimpiadi             | Olimpiadi             | 1                |          |                       |                       |            |            |  |  |        |        |        |  |
|  | Olimpiadi             | Olimpiadi             | 1                |          | Salaria Sport Village | Salaria Sport Village | 0          |            |  |  |        |        |        |  |
|  |                       |                       |                  |          | Salaria Sport Village | Salaria Sport Village | 0          |            |  |  |        |        |        |  |
|  |                       |                       | Cogianco         | Cogianco | 2                     |                       |            |            |  |  |        |        |        |  |
|  | Carmenta              | Carmenta              | Cogianco         | Cogianco | 2                     | 8 (11)                |            |            |  |  |        |        |        |  |
|  | Carmenta              | Carmenta              |                  |          |                       |                       |            |            |  |  |        |        |        |  |
|  | Cogianco              | Cogianco              | 8 (13)           |          |                       |                       |            |            |  |  |        |        |        |  |

### Quarti di finale[10]
| Genzano di Roma 31 marzo 2010, ore 15:00 CET Quarti di finale, gara unica | Poggibonsese                                                | 3 – 1 (1-1) | Montecastelli | PalaCesaroni\| Arbitri: \| Jacopo Stragapede (Roma 1) Luca Di Stefano (Albano Laziale) \| \| Crono: \| Emanuela Rea (Roma 1) \| |
| Arbitri:                                                                  | Jacopo Stragapede (Roma 1) Luca Di Stefano (Albano Laziale) |             |               | |
| Crono:                                                                    | Emanuela Rea (Roma 1)                                       |             |               | |

| Genzano di Roma 31 marzo 2010, ore 17:00 CET Quarti di finale, gara unica | Aosta                                            | 4 – 3 (3-2) | Acireale | PalaCesaroni\| Arbitri: \| Marco Croce (Albenga) Antonino Tupone (Lanciano) \| \| Crono: \| Marco Pennarossa (Pescara) \| |
| Arbitri:                                                                  | Marco Croce (Albenga) Antonino Tupone (Lanciano) |             |          | |
| Crono:                                                                    | Marco Pennarossa (Pescara)                       |             |          | |

| Genzano di Roma 31 marzo 2010, ore 19:00 CET Quarti di finale, gara unica | Salaria Sport Village                         | 7 – 1 (3-1) | Olimpiadi | PalaCesaroni\| Arbitri: \| Ettore Quarti (Imperia) Andrea Ascani (Fermo) \| \| Crono: \| Davide Lampedecchia (Roma 2) \| |
| Arbitri:                                                                  | Ettore Quarti (Imperia) Andrea Ascani (Fermo) |             |           | |
| Crono:                                                                    | Davide Lampedecchia (Roma 2)                  |             |           | |

| Arbitri: | Alessandro Ferrari (Legnano) Salvatore Panebianco (Acireale) |
| Crono:   | Daniele Ferretti (Roma 1)                                    |

|                                   |                        |                                         |
| Secchi Guidolin Lanziotti Louanda | Tiri di rigore 11 – 13 | Robinson Alemão Paulinho Batata Rosinha |

### Semifinali
| Arbitri: | Antonio Sessa (Foggia) Luca Bizzotto (Bassano) |

|                                                    |           |                |
| Avallone 25'30'’, 25'45'’ Restivo 27'22'’, 39'40'’ | Marcatori | 39'20'’ Brizzi |

| Arbitri: | Elio Greborio (Palermo) Andrea Sabatini (Bologna) |
| Crono:   | Andrea Campi (Ciampino)                           |

|  |           |                         |
|  | Marcatori | 12'50'’, 27'11'’ Alemão |

### Finale
| Arbitri: | Alessandro Merenda (Reggio Calabria) Francesco Novellino (Potenza) |
| Crono:   | Wladimir Dante (Ciampino)                                          |

|                                          |           |                                                                   |
| Avallone 9'29'’, 10'07'’ Restivo 14'26'’ | Marcatori | 5'12'’, 21'42'’ Alemão 24'20'’, 45'28'’ De Bella 46'34'’ Paulinho |